# Carl Raddatz
Carl Raddatz, född 13 mars 1912 i Mannheim, Kejsardömet Tyskland, död 19 maj 2004 i Berlin, Tyskland, var en tysk skådespelare. 
Raddatz som filmdebuterade 1938 kom att bli en filmstjärna i Nazityskland under 1940-talet. Han hade huvudrollen i propagandafilmen om Luftwaffe, Stukas 1941. Han medverkade i den starkt antipolska filmen Heimkehr samma år. I de påkostade melodramfilmerna Näckrosen och Vildfågel, filmade i Agfacolor, gjorde han den manliga huvudrollen och spelade mot Kristina Söderbaum. Hon var fru till filmernas sedermera ökända regissör Veit Harlan. 
Carl Raddatz fortsatte skådespelarbanan obehindrat efter krigsslutet 1945, och tycks inte ha råkat ut för restriktioner, likt många av hans kollegor som medverkat i propagandafilmer. 1979 belönades han med det tyska filmpriset Filmband in Gold.

## Filmografi i urval
- 1938 – Permission på hedersord
- 1939 – Befriade händer
- 1941 – Stukas
- 1941 – Heimkehr
- 1943 – Näckrosen
- 1944 – Vildfågel
- 1946 – Under broarna
- 1947 – Autostrada
- 1950 – Skuggor i natten
- 1950 – Våld i hemlighet
- 1950 – Taxi-Kitty
- 1956 – Made in Germany
- 1958 – Rosemarie – glädjeflickan
- 1962 – Maskerad agent
- 1976 – Den starka kvinnan
- 1979 – Die Buddenbrooks (Miniserie)